# Enzo Barazza
Enzo Barazza (Udine, 22 febbraio 1953 – Normandia, 24 agosto 2024) è stato un politico italiano.

## Biografia
Di professione avvocato cassazionista, specializzato in diritto tributario, fu per molti anni consigliere comunale a Udine e assessore alla cultura dal settembre 1994 a maggio 1995.
Iscritto al Partito Repubblicano Italiano, alle elezioni comunali del 1995, le prime a elezione diretta del sindaco, venne candidato a sindaco di Udine con il supporto dei Popolari e del Partito Democratico della Sinistra. Il 7 maggio venne eletto sindaco al secondo turno con il 52,12% dei voti contro la sfidante Silvana Olivotto del Polo per le Libertà, e si insediò ufficialmente il giorno successivo.
Il 6 settembre 1997 rassegnò le dimissioni a causa dei dissidi interni alla maggioranza con il Partito Popolare Italiano, poi ratificate il 26 settembre successivo.
È morto il 24 agosto 2024 in seguito ad un malore mentre si trovava in vacanza in Normandia con la moglie.